# The Verge
The Verge是一个美国的科技新闻及媒体网络，由Vox Media在纽约曼哈顿的办事处操作。网站发布新闻、长篇专题报道、产品评价、博客及娱乐节目。
网站使用Vox Media的复媒体平台Chorus。内容资金来自广告和赞助，并由其首席主编约书亚·托博斯基和Vox媒体的首席内容官马蒂·莫（Marty Moe）管理。网站于2011年11月1日启动，2012年赢得五个威比奖，包括最佳写作（编辑），The Vergecast赢得“最佳播客”，最好的视觉设计，最佳消费电子产品网站以及最佳移动新闻应用。